# Panzersprengbombe
Eine Panzersprengbombe (auch Panzerdurchschlagbombe) ist eine mit einem Explosivstoff gefüllte Fliegerbombe, die zur Bekämpfung gepanzerter Ziele dient.

## Wirkungsweise
Die Wirkung der Panzersprengbombe erfolgt in zwei Schritten: Zunächst wird die Panzerung allein aufgrund der kinetischen Energie der Bombe durchschlagen, danach erfolgt hinter der Panzerung die Detonation mit der Druckwelle (Gasschlag) des jeweiligen Sprengstoffes sowie die Wirkung der sich in zahlreiche Fragmente zerlegenden Bombenhülle.
Um eine ausreichende Durchschlagwirkung zu erzielen, muss die Panzersprengbombe eine genügend hohe kinetische Energie aufweisen, d. h. eine entsprechende Masse in Verbindung mit entsprechender Geschwindigkeit (d. h. dem Abwurf der Bombe aus ausreichender Höhe). Zusätzlich muss sie so konstruiert und gefertigt sein, dass die Bombenhülle den Aufschlag und das Durchdringen der Panzerung übersteht, ohne zu zerbrechen. Hierzu werden Panzersprengbomben aus hochwertigem Stahl gefertigt, der an der Bombenspitze vergütet und gehärtet ist. Zur Erhöhung der Festigkeit ist weiterhin der Ladungsraum zur Unterbringung der Sprengladung klein gehalten. Panzersprengbomben weisen daher nur einen relativ geringen Sprengstoffanteil vom Gesamtgewicht auf (10–20 %).
Gleichzeitig muss der enthaltene Sprengstoff den Aufschlagschock auf das Ziel heil überstehen, d. h., er darf nicht durch die Stoßwellen in der Bombe vorzeitig (vor dem Durchschlag durch die Panzerung) detonieren. Andererseits dürfen sich nach Möglichkeit auch keine Risse bilden, die gegebenenfalls die gewünschte Detonation durch den Zünder behindern. Oftmals ist daher die Stirnseite des Ladungsraumes mit einem plastischen Material (z. B. Wachs) ausgekleidet, das die Stoßwellen dämpft.
Da die Detonation erst nach dem Durchschlagen der Panzerung erfolgen soll, werden Verzögerungszünder eingesetzt. Diese werden bereits beim Auftreffen der Bombe auf das Ziel aktiviert, verzögern aber die Auslösung der Detonation um einige Millisekunden. Damit der Zünder das Auftreffen und Durchdringen des Zieles unbeschadet übersteht, wird er nicht an der Bombenspitze eingebaut, sondern üblicherweise am Bombenheck (Bombenboden). Die Auslösung des Zünders kann daher nur durch das Abbremsen der Bombe beim Aufschlag erfolgen. Bei mechanischen Bombenzündern wird zusammen mit der Bombe das fest in die Bombenhülle eingeschraubte Zündergehäuse verzögert, durch seine Massenträgheit läuft ein im Zünder befindliches Massestück weiter in der ursprünglichen Fallrichtung der Bombe und schlägt auf das Zündhütchen. Hierdurch wird ein pyrotechnischer Verzögerungssatz angezündet, der nach seinem Durchbrennen den Detonator zündet und damit die Sprengladung zur Detonation bringt.
Moderne Zündsysteme nutzen z. B. die beim Aufschlag der Bombe entstehenden Stoßwellen, um über piezoelektrische Spannung und elektronische Verzögerung den Zündvorgang auszulösen.
Die relativ kleine Sprengladung hat nur eine begrenzte Wirkung, ebenso wird die Bombenhülle nur in relativ große Fragmente zerlegt. Da aber die Panzersprengbombe hinter der Panzerung, d. h., in einem geschlossenen Raum zur Wirkung kommt, ist die Auswirkung auch dieser kleinen Sprengladung verheerend.

## Einsatzgebiete
Während des Zweiten Weltkrieges wurden von allen Seiten zahlreiche Panzersprengbomben eingesetzt, um entsprechende Ziele (Bunker, Schlachtschiffe etc.) zu bekämpfen.
Höhepunkt der Entwicklung der Panzersprengbomben im Zweiten Weltkrieg waren zweifellos die Tallboy und Grand Slam der Briten, die ursprünglich als Erdbebenbombe (zur Zerstörung von Bauwerken durch die extreme Erschütterung des Erdbodens) entwickelt wurde, dann aber erfolgreich zur Bekämpfung von extrem gepanzerten Zielen wie den deutschen U-Bootbunkern, verbunkerten Stellungen der V-1, V-2 und V-3 sowie dem Schlachtschiff Tirpitz genutzt wurden.
Nach dem Zweiten Weltkrieg wurden Panzersprengbomben für besonders gehärtete Ziele entsprechend der steigenden Leistungsfähigkeit der Bomber und natürlich der neuen Möglichkeiten der Steuerung von gelenkten Bomben weiterentwickelt.
Bemerkenswert ist die Entwicklung der Guided Bomb Unit-28 (GBU-28) (siehe auch Paveway). Dieser 4.500 lb schwere Bunker buster wurde gegen Ende des ersten Golfkrieges 1991 in kürzester Zeit entwickelt und zur Einsatzreife gebracht, um tief im Boden verborgene Bunker zu vernichten. Man nutzte hierzu ausrangierte Kanonenrohre vom Kaliber 8 inch (203 mm), die mit einer gehärteten Spitze versehen und mit Sprengstoff gefüllt wurden. Die Bombe konnte – mit einer Laserzielvorrichtung versehen und aus entsprechender Höhe abgeworfen – über 30 Meter Erde oder 6 Meter Beton durchschlagen, bevor die Sprengladung von 290 kg detoniert.

## Hohlladungsbombe
Ebenfalls zur Panzerbekämpfung dienen Hohlladungsbomben. Im Gegensatz zu den Panzerdurchschlagbomben erfolgt die Perforation der Panzerung hier allerdings ausschließlich durch die gerichtete Wirkung der Hohlladung. Das hat den Vorteil, dass die Durchschlagwirkung ausschließlich von Konstruktion und Größe der Sprengladung abhängt, nicht mehr von Masse und Geschwindigkeit der Bombe. Die Bekämpfung von Kampfpanzern kann dadurch wirkungsvoll auch durch relativ kleine Hohlladungsbomben erfolgen. Dies führte zu der Entwicklung von Submunition, bei der zahlreiche kleine Hohlladungsbomben von oben auf die – dort schwächer gepanzerten – Kampfpanzer abgeworfen werden. (Die Kleinbombe KB-44, von der mit einem Kampfflugzeug Tornado mit der Mehrzweckwaffe MW-1 ca. 4.500 Stück auf einer Fläche von rund 700 × 2.500 Metern verteilt werden, hat lediglich einen Durchmesser von 44 mm, eine Länge von 270 mm und eine Masse von 580 Gramm)